# Corte itinerante

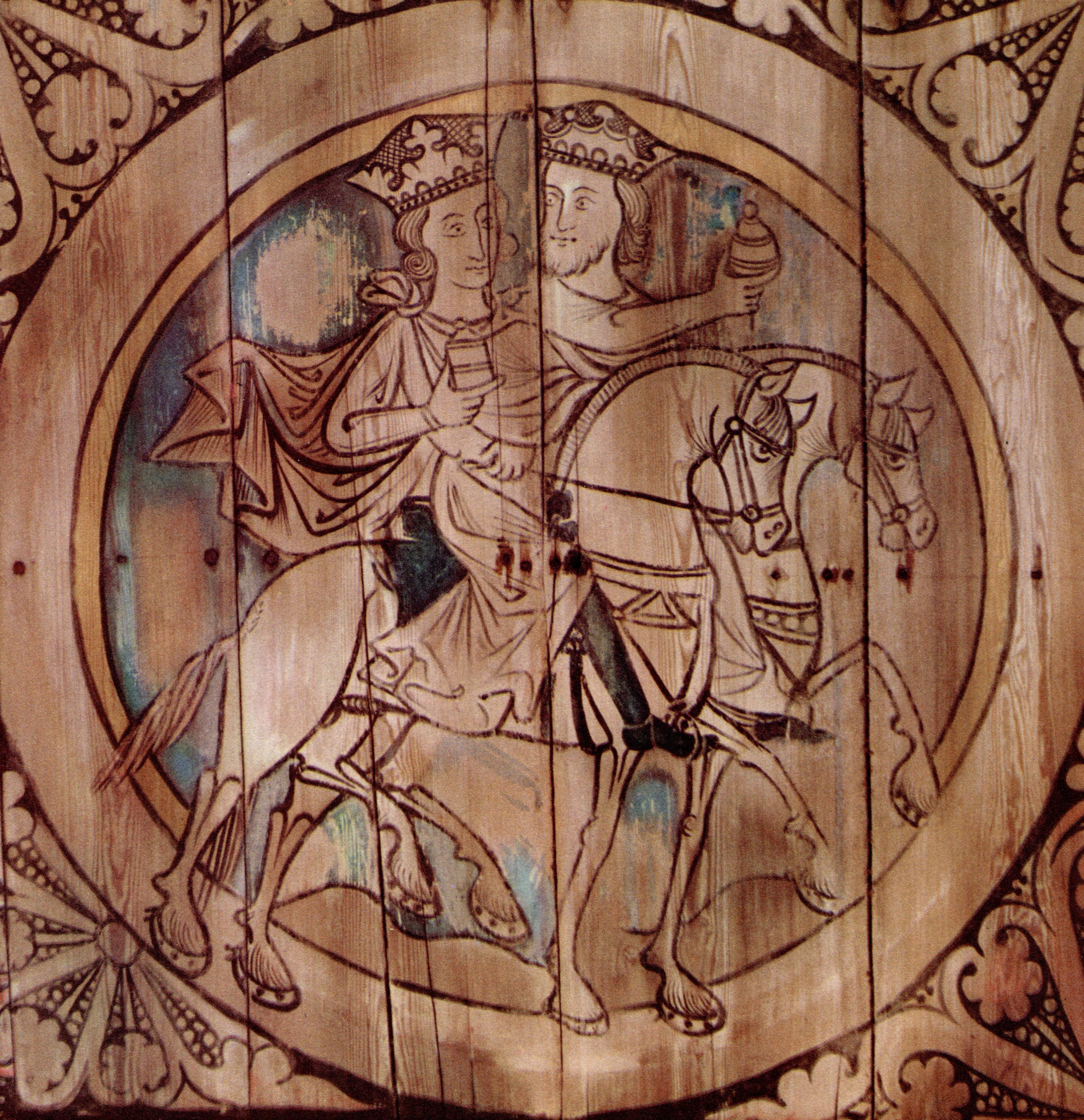
Los reyes itinerantes, pintura medieval, en la antigua iglesia de Dädesjö, Suecia

La corte itinerante puede definirse como «la alternativa de tener una capital», un centro político permanente desde el que se gobierna un reino.

## Extensión geográfica de este fenómeno
La capital moderna históricamente no ha existido siempre. En la Europa Occidental medieval, una forma migratoria de gobierno fue más común: la «corte itinerante» o «reino itinerante». Este tipo de sistema político fue la única forma de monarquía de la Europa Occidental a principios de la Edad Media, y permaneció así por lo menos hasta mediados del siglo XIV, cuando residencias reales permanentes (fijas) comenzaron a desarrollarse, es decir capitales embrionarias.
En particular, la Europa Occidental medieval se caracterizaba por un sistema político en el que las autoridades políticas supremas cambiaron constantemente de residencia, trayendo con ellas en su camino el «gobierno central» del país (todo, o partes). Por lo tanto, el reino carecía de un «centro» verdadero, una sede permanente del poder. Las rutas seguidas por la corte en el viaje tradicionalmente se llaman «itinerarios».

## La corte itinerante alemana
Esta forma de gobernar un país en particular se asocia fuertemente con la historia de la Alemania, donde la aparición de una capital duró extremadamente mucho tiempo. El gobierno itinerante alemán («Reisekönigtum») era, ya desde la época de los francos hasta el final de la Edad Media, la forma habitual de poder real o imperial. En el Sacro Imperio Romano Germánico, durante la Edad Media e incluso más tarde, los emperadores no gobernaron el reino desde una residencia central permanente. Estuvieron normalmente en viaje, con su familia y numerosos cortesanos, cruzando todo el reino.
El emperador (y otros príncipes alemanes) gobernaron de aquella manera: siempre cambiando su hogar. El Sacro Imperio Romano Germánico ni siquiera tuvo una capital «embrionaria». Las residencias reales (o imperiales) eran típicamente palacios medievales erectos por los monarcas, a veces ciudades episcopales. Los palacios fueron construidos sobre todo en zonas accesibles y fértiles – rodeadas de dominios perteniciendo al emperador, donde el monarca tenía el derecho de utilizar los recursos locales. Estos palacios reales se distribuyeron por todo el reino. La composición de los miembros en la procesión real se estaba cambiando constantemente, dependiendo de cuál región estaba cruzando (y según quiénes, entre los nobles, se unieron a su señor en su viaje - o se despidieron de nuevo de él).
Durante un año, se cruzaron distancias impresionantes. Historiadores alemanes han calculado (sobre la base de las cartas reales) que el emperador Enrique VI y su entorno en 1193 (entre el 28 de enero y 20 de diciembre) viajó más de 4.000 kilómetros - a través de toda la región alemana. Una reconstrucción de sus destinos da el siguiente itinerario cronológico: Regensburg – Würzburg – Speyer – Haguenau – Estrasburgo – Hagenau – Boppard – Mosbach – Würzburg – Gelnhausen – Coblenza – Worms – Kaiserslautern – Worms – Haßloch – Straßburg – Kaiserslautern – Würzburg – Sinzig – Aquisgrán – Kaiserswerth – Gelnhausen – Fráncfort del Meno – y finalmente Gelnhausen de nuevo.

## La corte itinerante en otros países
La corte itinerante a menudo se concibe como una institución típica «alemana». Pero no solo Alemania tuvo un gobierno medieval de tipo ambulante. Esto fue también el caso en la mayoría de los otros países europeos contemporáneos, donde términos como «Reisekönigtum» o «travelling kingdom» etcétera describen este fenómeno. En Europa occidental, todos los reyes medievales - y sus compañeros numerosos - viajaron constantemente de un palacio real al otro. Una forma más centralizada de gobierno comenzó a desarrollarse durante este período, pero solo lentamente y poco a poco. París y Londres comenzaron a convertirse en centros políticos permanentes hacia el final del siglo XIV, cuando Lisboa también mostró tendencias similares. España, por otra parte, carecía de una residencia real permanente hasta que Felipe II elevó el monasterio de El Escorial cerca de Madrid a este rango. Los reinos europeos más pequeños tuvieron un desarrollo similar, pero más lento.

### La corte itinerante y la capital embrionaria: Londres
Alemania nunca desarrolló una capital fija durante el período medieval. «Multizentralität» (policentrismo) siguió siendo su solución alternativa: un estado descentralizado, en el que las funciones de gobierno nunca se establecieron en un solo lugar. Esto todavía fue el caso incluso en la Edad Moderna.
Inglaterra era muy distinta, en este aspecto. El poder político central se estableció definitivamente en Londres en medio del siglo XIV, pero la importancia excepcional de Londres como centro «financiero» ya estuvo firmemente establecido muchos siglos antes de aquel tiempo. Un monarca como el rey Enrique II de Inglaterra (1133-1189) se sintió obviamente atraído por la riqueza de esta ciudad, pero vaciló ante la decisión de establecerse allí en persona. Durante su reinado, Londres se convirtió en lo más cercano a un «centro económico» que las condiciones de la edad permitieron. Pero la propia prosperidad de la ciudad, y su autonomía liberal, hicieron que Londres no pudo llegar a ser un lugar adecuado de residencia para el rey y sus cortesanos - e impidieron que Londres pudiera convertirse en una «capital política». El rey quería estar cerca de la gran ciudad; no obstante, él exigió la autoridad de controlar su propia corte, y los ciudadanos (comerciantes) exigieron el mismo derecho de gobernar su propia ciudad. La única manera de evitar conflictos entre la justicia real y la justicia municipal fue la ausencia del rey de la ciudad. El monarca solo podía residir en Londres como invitado, o como conquistador. En consecuencia, se aventuró rara vez dentro de las murallas de la ciudad. Se instaló - en esas ocasiones - o en la Torre de Londres, o en su palacio de Westminster, en las afueras de la ciudad.

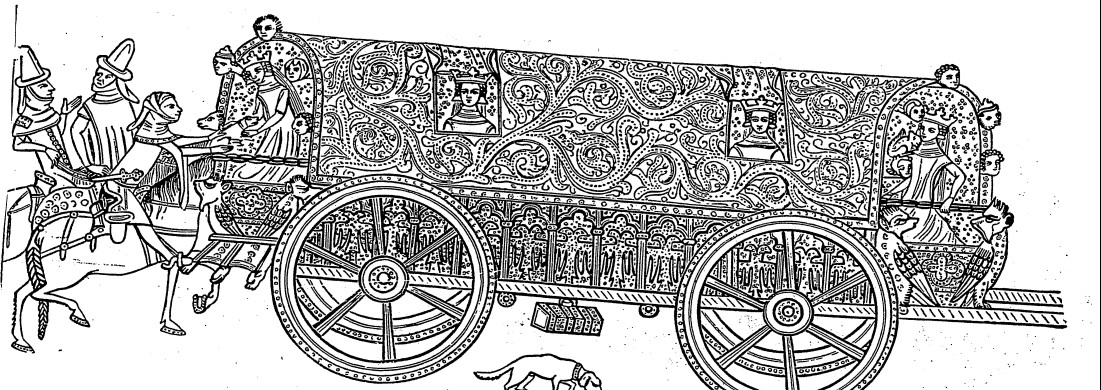
La corte real inglesa, viajando

Londres era el «líder natural» entre las ciudades inglesas. Para controlar Inglaterra, los reyes tuvieron que controlar Londres primero. Pero Londres era demasiado potente para su control, y pasaron siglos antes de que los monarcas finalmente se establecieron allí. Intentaron, sin éxito, subyugar a los comerciantes de Londres (reduciendo su poder financiero) - haciendo Westminster un centro económico rival.
También trataron de hallar, en el reino, algún otro lugar apropiado - donde podían depositar sus archivos, que poco a poco se hicieron demasiado grandes y pesados para el transporte con ellos en sus viajes. York empezó, en tiempos de guerra con Escocia, a convertirse en una capital política. Pero la Guerra de los Cien Años comenzó, contra Francia, y entonces el centro político fue trasladado a la parte sur de la Inglaterra - donde Londres no tenía rivales.
Poco a poco, muchas de las instituciones del Estado dejaron de seguir al rey en sus viajes - y finalmente se establecieron en Londres: la Tesorería, el Parlamento, la corte. Por último, el rey también sintió la necesidad de establecerse en Londres, permanente y físicamente. Pero el monarca no pudo hacer de Londres su capital antes de hacerse lo suficientemente fuerte para «domesticar la metrópoli financiera», convertiéndolo en una herramienta obediente de la autoridad real.
El ejemplo histórico inglés muestra claramente que un centro «político» no evoluciona forzosamente en el mismo lugar que el centro «económicamente» más importante, en un país determinado. Tiene una tendencia a hacerlo, sin duda. Pero las fuerzas centralizadoras y centrífugas se neutralizaron mutuamente en aquel período - al mismo tiempo que la riqueza era una fuerza a la vez atractiva y repulsiva para los reyes.

### París y la corte itinerante francesa
Hay evidencia escrita de que París se consideró una capital en el siglo XIV: la ciudad era «común a todo el país de la misma manera que Roma» («civitas Parisius est patriae communis velut Roma»), como dice un escritor de la época. La administración real había comenzado a separarse de la persona del rey, haciéndose estacionario en París, anteriormente: en el siglo XII, o principios del XI posiblemente. París en aquel momento ya era la ciudad más importante del reino francés.
A diferencia de Londres, París no era un centro financiero dominante antes de convertirse en un centro político. Durante la época cuando el poder real era todavía muy débil en Francia (y el país dividido entre varios príncipes, en gran medida autónomos) la importancia del mercado de París se limitaba al nivel local, posiblemente regional. La región de París no tiene materias primas, ni otras riquezas propias. La importancia económica de París es su ubicación geográfica, en el cruce de varias rutas comerciales. París era (y es) un «regulador» de los productos franceses, un lugar financiero que atrae los productos de otras regiones. París no puede funcionar de esta manera si el resto de Francia no está bajo el control de la misma autoridad central que controla la ciudad misma. Si París fuera gobernada por un príncipe autónomo, este soberano preferiría hacer de la ciudad una «estación de aduanas» - un obstáculo comercial, lo que sería perjudicial para París y para la propia Francia también.
De acuerdo con esto, el antagonismo entre los reyes y los comerciantes fue menos notable en la historia de París que en la historia inglesa. En el medio del siglo XIV, Étienne Marcel - una figura principal del gobierno municipal de París - intentó sin éxito obtener la autonomía de la ciudad. Las mismas ambiciones habían sobrevivido hasta el final del siglo, en cierta medida. Pero a principios del siglo XV, París se mantuvo fiel a Enrique V, a pesar de que la mayoría de los franceses apoyaron a Juana de Arco y su rebelión. Los reyes (como también las autoridades republicanas durante los siglos siguientes) han sin duda a menudo chocado con la resistencia y la agitación de París, pero los parisinos rebeldes nunca han luchado por la autonomía de su ciudad. (El poder espiritual ha causado problemas mucho más graves a la autoridad real en París que los comerciantes parisinos.)
París se considera generalmente un ejemplo típico de lo que una capital debe ser: una metrópoli política, económica, espiritual y también demográfica. Sin embargo, París nunca se convirtió en la residencia más importante de los reyes franceses. Por ejemplo: Francisco I de Francia (1494-1547), todavía no tenía un palacio central.
La relación entre París y la corte itinerante francesa no es una cuestión de cuándo los monarcas establecieron físicamente su residencia allí. Los reyes franceses residían permanentemente en París solo durante períodos bastante cortos. Pero desde la Edad Media, la maquinaria política y administrativa del poder (las «funciones de una capital») se ha encontrado allá.

### La corte itinerante en la península ibérica
En la Península ibérica, la corte real también era itinerante durante mucho tiempo. Sin embargo, capitales se evolucionaron gradualmente. La centralización política portuguesa comenzó antes que la española. Lisboa era un «líder» mucho más natural entre las ciudades portuguesas que Madrid entre las españolas. (Véase también Capitalidad en España, sobre este asunto.) Ya en 1385, los representantes de Lisboa expresaron al soberano el deseo de que la corte permaneciera allí permanentemente. Con su posición geográfica protegida, convirtiéndola en un perfecto puerto natural, Lisboa fue predestinada a ser la ciudad más prominente de Portugal – un país que ya había comenzado a concentrarse en ganarse la vida explotando los frutos del mar. Lisboa era, en aquel momento, uno de los centros comerciales más importantes de Europa entera. Durante el siglo XV, su importancia, tamaño y población crecieron rápidamente. A partir de 1481 se concedió al puerto de Lisboa el monopolio de recibir buques mercantes extranjeros. A principios del siglo XVI, los reyes abandonaron su antiguo castillo en la ciudad (Castillo de San Jorge), donde se habían vuelto cada vez más estacionarios en el transcurso de los dos siglos anteriores. Se trasladaron al Palacio de Ribeira, cuya planta baja alberga la Casa de Indias; los reyes podían así controlar directamente toda la actividad marítima. Los conflictos entre el poder político y los comerciantes, muy evidentes en Londres, no eran tan comunes aquí. Las instituciones de Lisboa como capital aún no estaban muy desarrolladas. (Aunque la centralización archivística ya había empezado.) El poder del Estado dependía en gran medida de la persona del rey. Esto se hizo evidente en 1580, cuando Portugal entró en una unión personal con España y la corte fue trasladada a Madrid como consecuencia de esto. Dado que la corte seguía siendo el foco principal de la dinámica y el desarrollo, su desaparición fue una catástrofe para la fuerza militar de Portugal y su expansión en el extranjero. (Todos los asuntos importantes tuvieron entonces que ir a Madrid para poder ser resueltos.) El rey nuevo nunca residió en Lisboa, como los portugueses habían creído que haría. En 1640, Lisboa se rebeló contra Madrid y proclamó su propio rey.
Madrid se convirtió en una capital mucho más tarde. Después de Alemania, España fue el país donde la descentralización medieval del poder político duró más tiempo que en cualquier otra parte europea. Por consiguiente parece lógico que Madrid, tal como Berlín, nunca haya sido fácilmente «aceptada» como capital. (Véase también Capitalidad en España sobre este asunto.) En 1479, por el matrimonio entre Isabel de Castilla y Fernando de Aragón, España llegó a ser un reino unido. En este nuevo estado la monarquía se estableció principalmente en Castilla, evidentemente porque Aragón poseía la sociedad estamental más sofisticada y fuertemente arraigada de Europa, y por lo tanto representaba un obstáculo político mucho mayor para la construcción de un estado centralizado. Durante el reinado de Felipe II, España todavía no tenía una capital. La corte estaba normalmente migrando entre varios lugares centrales del reino: Toledo, Aranjuez, Valladolid, Ocaña, Ávila, Medina del Campo, Segovia, y a veces Madrid también. Estas residencias - a excepción de Medina del Campo, que era un importante centro comercial - parecen haber sido elegidas porque el clima era particularmente saludable allí. La reina Isabel, la esposa de Felipe, era débil de salud.
Toledo - y no Madrid - era tradicionalmente la residencia más prominente de la corte española. Toledo había sido el lugar más importante en el reino castellano desde la época visigoda, y tal vez podría haber llegado a ser la capital de España si Felipe no hubiera querido que fuera de otra manera. La idea de elegir el castillo de Madrid como residencia permanente de la corte posiblemente se le ocurrió porque el clima allí – en comparación con el de Toledo - era menos agotador para la reina. Pero con toda probabilidad, el rey también encontró a Madrid un lugar adecuado debido a su ubicación geográfica central. Una leyenda dice que Felipe alguna vez estuvo dibujando líneas diagonales sobre el mapa de España para encontrar el «centro» geográfico de su reino, y Madrid entonces resultó ser el centro.
La centralización del poder político al área de Madrid sigue siendo incompleta. Los archivos de la Monarquía permanecieron en Simancas, cerca de Valladolid, lejos de la nueva capital. Madrid está situada lejos de ríos navegables conduciendo al mar, y por lo tanto no pudo convertirse en la metrópolis financiera, en un reino marinero. El comercio con América se centró en Sevilla, también muy lejos de la nueva capital. (Ver también Capitalidad de Madrid sobre este asunto.)
Cuando la corte siguió la orden del rey de moverse a Madrid, en la primavera de 1561, probablemente nadie vio esto como un incidente histórico, «el nacimiento de la capital española». Incluso antes de la mudanza, Felipe había empezado a hacer planes para la construcción en El Escorial de una nueva residencia real. Este lugar, sin embargo, fue elegido simplemente porque estaba situado cerca de Madrid - entonces, no fue un rival de Madrid, solo una residencia «satélite». Las tumbas de los antepasados de Felipe fueron trasladados a El Escorial también.

## El objetivo de una corte real itinerante
Una forma «migratoria» del gobierno era un ingrediente natural durante el feudalismo que sustituyó al Imperio Romano - más centralizado - de la Antigüedad clásica. (En la Europa del Este, la antigua Constantinopla había conservado las características de un capital político, mucho más que cualquier ciudad occidental.) ¿Pero por qué persistió durante tanto tiempo la corte itinerante de la Europa occidental?
Un gobierno itinerante permitió una mejor supervisión del reino. La vida «nómada» del rey también facilitó su control sobre la nobleza oposicional, reinforzando la cohesión nacional-local. El gobierno medieval fue durante mucho tiempo un sistema de «relaciones personales», más que una administración de áreas geográficas. Por lo tanto, el príncipe tuvo que negociar personalmente con los sujetos. Esta cultura «oral» - poco a poco, durante la Edad Media - fue sustituido por una forma de gobierno «documental»: basada en la comunicación escrita, que generó archivos, haciendo una corte estacionaria parecer cada vez más atractiva para los reyes.
Originalmente (en la Alta Edad Media), los reyes también simplemente tuvieron que viajar, para satisfacer las necesidades puramente financieras de la corte - porque el transporte de víveres contemporáneo (inadecuado) no permitió que un gran grupo de gente tomara residencia permanentemente en un solo lugar. Sin embargo, en muchos países el reino itinerante sobrevivió todo el siglo XVI, o incluso más - pero entonces los alimentos y otras necesidades eran normalmente transportados al lugar donde residía el rey por el momento. Consecuentemente, aquellos beneficios puramente «económicos» deberían haber sido mucho menos decisivos que la «importancia política» de la migración. La transición estatal de un reino itinerante a un gobierno establecido en una capital refleja un proceso profundo de cambio social: un estilo de vida «oral» (cuando los reyes no podían ganar la lealtad sin personalmente encontrar a sus sujetos cara a cara) se sustituye por un gobierno «documental» (cuando el soberano podría hacer que la gente le obedezca con simplemente ordenar a su «burocracia» rudimentaria enviarles un mensaje textual).
En España, aquella transición fue especialmente problemática. Puesto que la corte española durante mucho tiempo se agarró al estilo de vida itinerante, y al mismo tiempo estuvo produciendo una multitud de registros, tuvo grandes dificultades. Se percibía como cada vez más oneroso el tener que transportar enormes volúmenes de papel. En las Cortes, el costo y trabajo de los carros y los animales de tiro («bestias e carretas») - utilizados durante los cambios constantes de residencia - fue (en el siglo XV y hasta en el siglo XVI) una queja constante.